# Persicaria decipiens
Persicaria decipiens là một loài thực vật có hoa trong họ Rau răm. Loài này được (R.Br.) K.L.Wilson mô tả khoa học đầu tiên năm 1988.